# Super Smash Bros. Ultimate
Super Smash Bros. Ultimate — гра-кросовер в жанрі файтинга з серії Super Smash Bros., розроблена компаніями Bandai Namco Studios і Sora Ltd. Гра була видана компанією Nintendo для ігрової приставки Nintendo Switch 7 грудня 2018 року. Гра є п'ятою частиною в серії Super Smash Bros., і прийшла на зміну Super Smash Bros. for Nintendo 3DS і Wii U. Гра слід традиційного стилю ігрового процесу серії: керуючи одним з різних персонажів, гравці повинні використовувати різні атаки, щоб послабити своїх супротивників і вибити їх з арени.

## Ігровий процес
| Агрегатор  | Оцінка |
| ---------- | ------ |
| Metacritic | 93/100 |

| Видання                   | Оцінка    |
| ------------------------- | --------- |
| Destructoid               | 9.5/10    |
| Edge                      | 9/10      |
| Electronic Gaming Monthly | 9.5/10    |
| Eurogamer                 | Essential |
| Famitsu                   | 38/40     |
| Game Informer             | 9.5/10    |
| GamePro                   | 87/100    |
| GameSpot                  | 9/10      |
| GamesRadar+               | [ 11 ]    |
| IGN                       | 9.4/10    |
| Jeuxvideo.com             | 18/20     |
| Nintendo Life             | 10/10     |
| Nintendo World Report     | 9/10      |
| USgamer                   | [ 16 ]    |

Super Smash Bros. Ultimate — нетрадиційний файтинг, в якому перед гравцями стоїть мета у вигляді ослаблення і вибивання опонентів з арени. У грі присутні кілька ігрових режимів — базовий режим «проти», в якому до 8 супротивників, керованих людиною або комп'ютером, можуть битися один з одним; режим «смеш», що дозволяє до восьми гравців боротися індивідуально або в складі команди; і різні режими для одиночного гравця для практики і тренування. У більшості режимів на початку матчу гравцям дається фіксовану кількість життів; коли персонаж вибитий з екрану, гравець втрачає одне життя і, якщо у нього на той момент залишалися життя, відроджується незабаром після цього. Якщо гравець втратив все життя, він вибуває з гри.
Всі персонажі були оновлені, їм були видані нові руху і здібності, причому багато персонажів були перебалансувати на основі відгуків гравців минулих ігор серії. У деяких персонажів, які мають здібності, що вимагають зарядку, показує видиму смуга заряду на їх іконці для того, щоб гравці могли відслідковувати стан заряду здатності, — наприклад, іконка Клауда з Final Fantasy VII показує прогрес наповнення заряду його спеціальної здібності, «Limit Break». У гравців немає доступу до всіх персонажам відразу, і їм потрібно відкривати їх шляхом проходження різних внутрішньоігрових випробувань.
У гри більша сумісність з різними геймпадом, включаючи контролер для GameCube через відповідний адаптер. Ultimate також підтримує існуючі фігурки Amiibo для будь-якого ігрового бійця, вони будуть давати унікальні здібності при використанні з NFC сенсорами на геймпадах Joy-Con і Pro Controller. Дана підтримка поширюється на всі серії фігурок Amiibo. Крім цього, в грі будуть як арени з попередніх ігор серії, так і нові, наприклад, «Муренскіе вежі» з серії Splatoon. Деякі нові персонажі також були додані у вигляді неіграбельних трофеїв, наприклад, Бомбермен.
У грі зібрані персонажі з різних франшиз Nintendo, а також з деяких сторонніх ігор — наприклад, Солід Снейк, Їжак Соник, Мегамен, Пекмен, Рю, Клауд Страйф, Байонетта, Саймон і Ріхтер Бельмонти. Ultimate містить всіх персонажів з усіх попередніх ігор серії Super Smash Bros., включаючи тих, які раніше видавалися у вигляді додаткового завантаження контенту. Крім цього, персонажі, які раніше були додатковими костюмами основних бійців, тепер називаються «Ехо-бійцями» і мають схожі з іншими персонажами набори рухів. Наприклад, принцеса Дейзі з ігор Mario, яка раніше була костюмом принцеси Піч в інших іграх серії Smash Bros., тепер є індивідуальним Ехо-бійцем в Ultimate.
Також деякі персонажі отримали оновлену зовнішність — наприклад Маріо отримав шапку-компаньйона Кеппі з Super Mario Odyssey, а у Лінка з'явився третій варіант на основі його шати з гри The Legend of Zelda: Breath of the Wild. Окремі персонажі також мають альтернативну зовнішність — наприклад, у Боузера-молодшого можна вибрати зовнішність будь-якого іншого Купалінга.
Нові анонсовані персонажі включають Інклінгі з серії Splatoon, Рідлі із серії Metroid, Саймона Бельмонта з серії Castlevania, Кінг К. Роля з серії Donkey Kong, і Ізабель з серії Animal Crossing. Крім них були додані Ехо-бійці, такі, як Принцеса Дейзі із серії Mario, Ріхтер Бельмонт з серії Castlevania, заснований на Саймона, Кром з Fire Emblem Awakening і Темна Самус з серії Metroid Prime. Анонсованих іграбельних персонажів в Ultimate більше 70-ти, що вже зробило гру найбільшою за кількістю персонажів в серії. Через високу кількість персонажів Nintendo попередила гравців, що в Ultimate може не бути великої кількості новачків у порівнянні з попередніми іграми в серії.
17 квітня 2019 року Джокер з Persona 5 став завантажуваних персонажем.
30 липня 2019 оголосили, що Герой з Dragon Quest буде доступний як завантаження контент.
На початку вересня 2019 року стало доступний завантаження боєць Банджо і Казуї з Banjo Kazooie.
У вересні 2019 року стало відомо, що Террі Богард з серій Fatal Fury andThe King of Fighters стане завантажуваних персонажем.
В кінці січня 2020 був випущений ігровий персонаж Байлет (чоловічу і жіночу стать) з Fire Emblem: Three Houses.
22 червня 2020 був оголошений новий завантажується боєць Мінь-Мінь з гри Arms.
1 жовтня 2020 Сакураи оголосив в прямому ефірі, що Стів (і ще кілька його скинув) з Minecraft стане іграбельним бійцем.
10 грудня 2020 на заході Game Awards 2020 стало відомо, що антагоніст гри Final Fantasy VII Сефірот вступить в бій.